# Moravskoslezské Investice a Development
Moravskoslezské Investice a Development, a.s. (MSID) je akciová společnost, jejímž stoprocentním vlastníkem je Moravskoslezský kraj. Patří do skupiny specializovaných krajských agentur, jež Moravskoslezský kraj řídí s cílem podpory podnikání a snížení nezaměstnanosti.

## Služby MSID
MSID je zaměřeno na oblast investic a rozvojových projektů. Jeho služeb mohou využít české i zahraniční, veřejné i soukromé subjekty nebo jednotlivci.

### Investice, vzdělávání, brownfieldy
Mezi služby poskytované MSID patří informování o nabídce podnikatelských nemovitostí v Moravskoslezském kraji, poskytování informací o regionálním podnikatelském prostředí včetně možných investičních pobídek, mapování aktivit a potřeb firem na území kraje a zpracování odborných studií, hledání vhodných finančních nástrojů pro investiční záměry (dotační tituly, úvěr JESSICA, atd.),[ujasnit], pomoc s propagací regionálních podniků na veletrzích, organizace odborných konferencí a seminářů pro firmy a městské správy, poskytování odborné asistence obcím při zavádění konceptů chytrého města, mapování brownfieldů, pomoc s revitalizací brownfieldů, včetně možností financování a organizace odborných exkurzí na brownfieldech.
MSID spravuje databázi ploch v Moravskoslezském kraji, v níž jsou informace o volných plochách (rozvojové plochy a průmyslové zóny), brownfieldech a kancelářských prostorách, které jsou v kraji k dispozici.

### Udržitelný rozvoj a obnova krajiny
V oblasti rozvojových projektů se MSID věnuje projektům a strategiím vedoucím k udržitelnému rozvoji a zavádění nových technologií. V této oblasti se MSID účastní a organizuje pracovní skupiny klíčových krajských zástupců pro přípravu dlouhodobých strategických a rozvojových strategií Moravskoslezského kraje, spoluprácuje s programem RE:START - Strategie hospodářské restrukturalizace Moravskoslezského, Ústeckého a Karlovarského kraje, také spolupracuje s projektem Coal Regions in Transition při Evropské komisi (tzv. Uhelná Platforma), která má pomoci při transformaci uhelných regionů.
Největším projektem, kterým se v oblasti rozvojových projektů MSID zabývá, je Koncepce revitalizace pohornické krajiny Karvinska do roku 2030, ze které vznikl program POHO2030. Program POHO2030 má za cíl obnovu území nazývaného jako pohornická krajina Karvinska, tedy území mezi městy Karviná, Havířov a Orlová, které je silně poznamenané těžbou černého uhlí i rozvojem těžkého průmyslu. Činné doly se postupně uzavírají a program POHO2030 má určit další nakládání s oblastí vyčerpaných dolů.

### Marketing
S aktivitami v oblasti investic a rozvojových projektů souvisí marketingové aktivity, které podporují a doplňují další činnosti MSID. Celkovým cílem je propagace Moravskoslezského kraje jako místa příznivého pro investice. MSID zajišťuje prezentaci Moravskoslezského kraje na domácích i zahraničních veletrzích. Dále organizuje konference na odborná témata, menší akce i větší akce na klíč. Organizuje soutěž Lady Business Moravskoslezského kraje, která si klade za cíl podporovat a odměňovat vybrané výjimečné aktivity žen v kraji.

## Historie
Firma Moravskoslezské Investice a Development, a.s. vznikla transformací původní Agentury pro regionální rozvoj, a.s. (ARR), která byla založena v roce 1993 jako první rozvojová agentura v České republice. Jednalo se o pilotní projekt Evropské unie v regionu severní Moravy a Slezska s využitím prostředků programu PHARE Evropské unie. Její vznik byl iniciován místními úřady v regionu a podpořen vládou České republiky se záměrem zmírnění nepříznivých vlivů ekonomické proměny regionu. Agentura se následně zaměřovala také na podporu cestovního ruchu a další aktivity a projekty financované z prostředků Evropské unie. Jednalo se zejména o vzdělávací projekty, projekty zaměřené na cestovní ruch a inovace. V minulosti fungovala Agentura pro regionální rozvoj, a.s. také jako pobočka, kde byly administrovány žádosti o tzv. kotlíkové dotace.
Přibližně od roku 2012 se Agentura pro regionální rozvoj, a.s. začala více soustřeďovat na podporu inovací. Její zodpovědností byla příprava a realizace Regionální inovační strategie Moravskoslezského kraje (RIS3 MSK) na léta 2014-2020, která vycházela z Národní výzkumné a inovační strategie pro inteligentní specializaci (RIS3), jež se odvíjela od politiky Evropské unie. Strategie měla vytyčit hlavní perspektivní oblasti a konkrétní potřeby Moravskoslezského kraje v oblasti výzkumných, vývojových a inovačních procesů. V rámci egionální inovační strategie Moravskoslezského kraje provozovala MSID v letech 2016 až 2019 projekt Smart akcelerátor RIS3 strategie. Dokončením tohoto projektu byla v ARR agenda inovací ukončena a byla přenesena na nově vzniklé Moravskoslezské inovační centrum Ostrava, a.s.
Na přelomu let 2017 a 2018 prošla Agentura pro regionální rozvoj, a.s. transformací a rebrandingem a vzniklo MSID. Došlo také ke změně vedení organizace a především ke změně činností organizace. 

## Akce pořádané MSID
MSID jménem Moravskoslezského kraje organizuje v oblasti investic a rozvoje regionu tyto akce:
- Konference Invest More – konference pro zástupce firemního sektoru, investory, developery a veřejnost.[20]
- Konference pro starosty – tradiční každoroční konference pro starosty obcí z Moravskoslezského kraje. V roce 2020 se konal již 15. ročník.
- Zajištění expozic Moravskoslezského kraje na veletrhu MIPIM v Cannes,[21][22] veletrh Expo Real v Mnichově (Německo), Mezinárodní strojírenský veletrh v Brně (Česká republika)[23] a na dalších menších tuzemských veletrzích.
- Soutěž Lady Business Moravskoslezského kraje - soutěž, kterou pořádá Moravskoslezský kraj od roku 2015 a je určená ženám v Moravskoslezském kraji, které se svou činností podílejí na podpoře podnikavosti a rozvoji regionu.[24]

## Ukončené projekty
- Lumat – projekt řešící problematiku brownfieldů financovaný z Operačního programu Interreg CENTRAL EUROPE a z rozpočtu Moravskoslezského kraje realizovaný od května 2016 do července 2019.[25]
- Smart Akcelerátor – projekt na podporu inovací Moravskoslezského kraje realizovaný od ledna 2016 do dubna 2019.[26]
- Zaměstnanecká mobilita[27] – projekt jehož prostřednictvím mohly vybrané skupiny obyvatel získat ODIS kartu zdarma.[28] Projekt byl ukončen v roce 2020.[29]
- Inovační firma Moravskoslezského kraje – soutěž pro firmy z Moravskoslezského kraje, které mají nějaký inovační produkt nebo postup, případně technologii. Proběhlo celkem 5 ročníků soutěže (2013, 2014, 2015, 2016[30], 2017[31]). V posledních dvou ročnících byla soutěž rozšířena o kategorii Junior Inovátor,[32] která byla určená pro žáky základních, středních a vysokých škol.
- StartUp Harvest – soutěž pro začínající (start-up) firmy a podnikatele z Moravskoslezského kraje. Uskutečnily se celkem 3 ročníky soutěže (2014,[33] 2015,[34] 2016[35]).

## Spolupráce s ostatními subjekty
MSID spolupracuje s dalšími tuzemskými i zahraničními organizacemi. Úzká spolupráce je navázána především s agenturou CzechInvest, Moravskoslezským inovačním centrem Ostrava, Moravskoslezským paktem zaměstnanosti, Česko-německou obchodní a průmyslovou komorou (ČNOPK) a investiční a realitní společností CBRE.[zdroj?]